# Perlora
Perlora es una parroquia asturiana y un lugar de dicha parroquia perteneciente al concejo de Carreño, en el norte de España. Cuenta con una población de 656 habitantes de acuerdo al INE de 2021 que se reparten en una superficie de 10,96 kilómetros cuadrados. Limita al norte con la parroquia de Candás, al noroeste con la de Piedeloro y al noreste con el mar Cantábrico, al sur con Guimarán, al este con Prendes y Albandi y por último al suroeste con la parroquia de Logrezana.
El lugar de Perlora se encuentra a unos 20 metros sobre el nivel del mar, dista 2'95 km de la capital del concejo, Candás y cuenta con una población de 163 habitantes.

## Entidades de población
Aparte de Perlora, cuenta con las entidades de población:
| Entidad              | Categoría | Población (INE 2011) |
| -------------------- | --------- | -------------------- |
| Les Arenes           | Casería   | 32                   |
| Arquiella            | Casería   | 25                   |
| La Bermeya           | Casería   | 8                    |
| La Braña             | Lugar     | 20                   |
| La Calabrina         | Casería   | 8                    |
| El Caliyu            | Casería   | Despoblada           |
| Campanal             | Casería   | 12                   |
| El Barrio la Iglesia | Casería   | 33                   |
| El Cantu             | Lugar     | 25                   |
| El Castru            | Casería   | 10                   |
| Colloto              | Casería   | 4                    |
| El Corredor          | Casería   | 7                    |
| El Cuitu             | Casería   | 6                    |
| El Cuto              | Casería   | 38                   |
| Dormón               | Aldea     | 39                   |
| Espasa               | Aldea     | 21                   |
| La Estación          | Casería   | 13                   |
| La Estaquera         | Casería   | 52                   |
| La Ferrián           | Casería   | 9                    |
| La Formiga           | Casería   | 10                   |
| Friera               | Casería   | 3                    |
| El Monte             | Casería   | 26                   |
| Nonzalera            | Casería   | 70                   |
| Noval                | Aldea     | 25                   |
| La Pedrera           | Casería   | 29                   |
| Perán                | Casería   | 95                   |
| El Perecil           | Casería   | 11                   |
| Ponteo               | Casería   | 15                   |
| El Prau              | Casería   | 8                    |
| La Residencia        | Lugar     | 1                    |
| La Rodada            | Casería   | 9                    |
| Rodiles              | Casería   | 11                   |
| La Rotella           | Casería   | Despoblada           |
| El Salguiru          | Casería   | 13                   |
| La Sierra            | Casería   | 4                    |
| La Torre             | Casería   | 10                   |
| La Xabina            | Casería   | 4                    |
| Yabio                | Aldea     | 23                   |

## Historia

Fotografía aérea de Perlora en 1965.

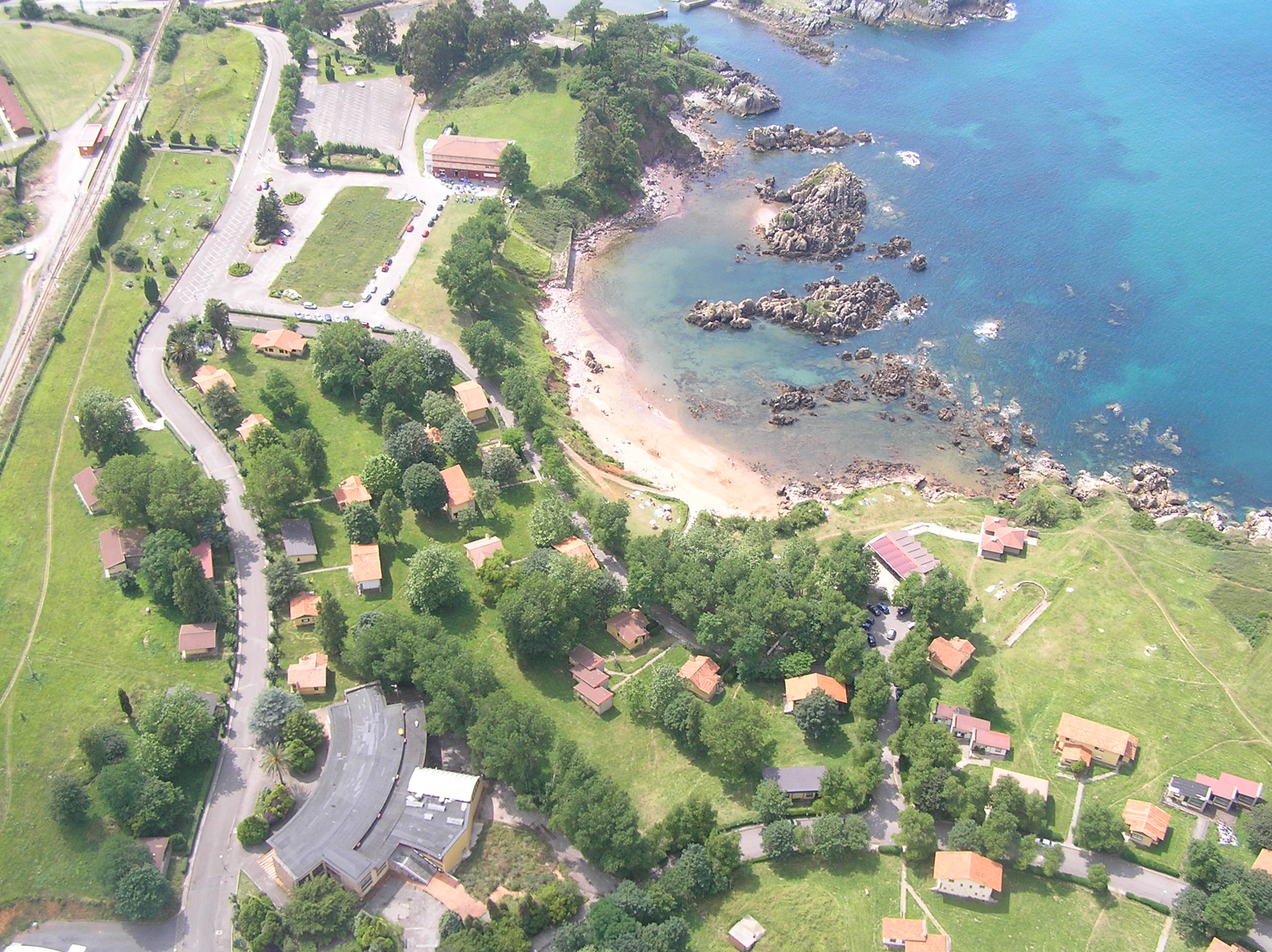
Vista aérea de la Ciudad Residencial de Perlora.

En Perlora es de destacar la presencia de vestigios presuntamente romanos en la torre del Castillo de Yabio. 
La zona fue muy castigada durante la guerra civil española, por lo que tras el fin de la misma, la Iglesia de San Salvador de Perlora tuvo que ser reconstruida en el año 1940, por el contratista Manuel Pérez, siendo nuevamente rehabilitada en 1997. No presenta características arquitectónicas reseñables, pero sí una cruz pintada en el pórtico por el pintor candasín Alfredo Menéndez, copia de la que presentaba el monasterio de San Salvador, que se levantaba en la parroquia, cerca de la bahía de Perán, cuatrocientos años atrás.
Durante el régimen franquista fue construido un complejo turístico de gran importancia en el pasado, la Ciudad Residencial Perlora, con instalaciones deportivas, hotel, comedores, chalets, campo de minigolf, bolera, piscina e incluso una iglesia para los oficios religiosos. En la actualidad es de propiedad del Gobierno del Principado de Asturias y gran parte del complejo permanece abandonado a la espera de una rehabilitación.

## Transporte
La parroquia se encuentra comunicada con Candás y Gijón a través de la carretera regional AS-118 y local de 1.º orden AS-388, cruzando la parroquia las carreteras locales de 2.º orden CE-2 y CE-3. Cuenta además con servicio regular de autobús y con un apeadero de la línea de cercanías C-4 que une Gijón con Cudillero.